# Synthes
Synthes ist ein US-amerikanisches Medizintechnikunternehmen mit Schweizer Wurzeln und eine Tochtergesellschaft von Johnson & Johnson. Dort ist sie Teil der Sparte DePuy Synthes Companies. Das Unternehmen entwickelt, produziert und vermarktet Instrumente, Implantate und Biomaterialien für die chirurgische Behandlung von Knochenfrakturen und für Korrekturen und Rekonstruktionen des menschlichen Skeletts und seiner Weichteile.
Synthes beschäftigt weltweit rund 10.000 Mitarbeiter und erwirtschaftete 2009 einen Umsatz von 3,394 Milliarden US-Dollar. Das Unternehmen war seit 1996  an der SIX Swiss Exchange notiert und im Swiss Market Index enthalten. Hauptaktionär war mit einem Anteil von 40 Prozent der Verwaltungsratspräsident und langjährige CEO, Hansjörg Wyss.

## Geschichte
Das Unternehmen hat seine Wurzeln in dem 1954 von Reinhard Straumann in Waldenburg gegründeten Institut Straumann, aus dem die Straumann-Gruppe hervorging. Das Institut Straumann spezialisierte sich auf die Entwicklung von neuen Metalllegierungen, das Testen von Materialeigenschaften und die Erforschung von praktischen Anwendungen. 1974 wurde das Nordamerika-Geschäft von Straumann unter dem Namen Synthes USA verselbständigt und ab 1977 von Hansjörg Wyss geleitet.
1990 wurde die Division Osteosynthese durch ein Management-Buy-out von der damaligen Institut Straumann AG unter dem Namen Stratec und mit Sitz in Oberdorf abgespalten. 1996 folgte der Börsengang von Stratec. 1999 wurde Stratec mit der ebenfalls aus dem Institut Straumann hervorgegangenen Synthes USA zur Synthes-Stratec, Inc fusioniert. 2003 folgte die Übernahme der auf die Entwicklung von künstlichen Bandscheiben spezialisierten Spine Solutions. 2004 übernahm Synthes-Stratec die Osteosynthese-Sparte der 1946 gegründeten Mathys Medizinaltechnik AG und wurde zu Synthes, Inc.
2011/2012 wurde Synthes für 19,7 Milliarden US-Dollar an den US-amerikanischen Pharmazie- und Konsumgüterhersteller Johnson & Johnson verkauft und zusammen mit Depuy in die neue Sparte DePuy Synthes überführt. Hauptsitz vor allem des Europa-Geschäftes ist seit 2012 das solothurnische Zuchwil.